# 主油司
主油司（しゅゆし／あぶらのつかさ）は、日本の律令制で、宮内省に属する役所。

## 概要
調副物として諸国から貢進される膏→獣脂（猪油）・油→植物油（胡麻油・麻子油・荏油・曼椒油）を管理しており、食用・薬用・工芸用の油も扱っているが、中心となるのは燈火用の油である。正・佑・令史各1名、使部6人、直丁1人からなる。『官位令』の規定によると、正は従六位上相当。佑は正八位下相当。令史は『少初位上』相当。
元慶5年（881年）の官符によると、官田を割いて要劇料田が設置された際に、摂津国において「主油司七町九段二百五十八歩」とある。
寛平8年（896年）9月、その職掌は主殿寮の管掌となり、主油司は廃止され、要劇料田も官田にもどされている。